# Takashi Sorimachi
Takashi Sorimachi (反町 隆史 Sorimachi Takashi?) (Takashi Noguchi (野口 隆史 Noguchi Takashi?, Saitama, Japón; 19 de diciembre de 1973) es un actor y cantante japonés. Es famoso principalmente por haber interpretado a Eikichi Onizuka en imagen real o dorama, adaptación del popular manga Great Teacher Onizuka, y por haber interpretado al asesino de la película Fulltime Killer del director Johnnie To.
Aunque principalmente trabaja como actor, ha publicado muchos sencillos y álbumes en los últimos años. El 21 de febrero de 2001, se casó con la actriz Nanako Matsushima que coprotagonizó con el Great Teacher Onizuka. El 31 de mayo de 2004, su esposa dio a luz a una niña.
En el anime de Great Teacher Onizuka, el carácter cómico al hacer las expresiones de las caras extrañas son inspiradas de Sorimachi.

## Filmografía

### Doramas
- Lotto 6 de San-oku Ni-senman En Ateta Otoko (2008 TV Asahi)
- Dream Again (2007 NTV)
- 14 Sai no Haha episodios 10-11 (2006 NTV)
- Sengoku Jieitai: Sekigahara no Tatakai (2006 NTV) como el teniente Akiyoshi Iba
- Rokusen Nin no Inochi no Visa (2005 YTV)
- HOTMAN 2 (2004 TBS)
- Sheeraza Do (2004 NHK)
- Wonderful Life (2004 Fuji TV)
- HOTMAN (2003 TBS)
- Ryuuten no Ouhi - Saigo no Koutei (2003 TV Asahi)
- Double Score (2002 Fuji TV)
- Toshiie to Matsu (2002 NHK) como Oda Nobunaga
- Number One (2001 TBS)
- Love Complex (2000 Fuji TV)
- Cheap Love (1999 TBS)
- Over Time (1999 Fuji TV)
- Great Teacher Onizuka (1998 Fuji TV)
- Beach Boys (1997 Fuji TV)
- Virgin Road (1997 Fuji TV)
- Tsubasa wo Kudasai (1996 Fuji TV)
- Miseinen (1995 TBS)
- Ryoma ni omakase (1995 NTV)
- Maido Ojama Shimasu (毎度おジャマしまぁす?) (1995 TBS)
- Uchi ni Oideyo (部屋においでよ?) (1995 TBS)
- Maido Gomen Nasai (毎度ゴメンなさぁい?) (1994 TBS)

### Películas
- Zatoichi the Last (2010)
- The Blue Wolf: To the Ends of the Earth and Sea (2007)
- Otoko-tachi no Yamato (2005)
- 13 Kaidan (2003)
- Fulltime Killer (2001)
- Great Teacher Onizuka (1999)
- Kimi wo wasurenai (1995)